# Погром в Алеппо (1850)
Погром в Алеппо (араб. قومة حلب‎) — мятеж мусульманского населения Алеппо, в основном из восточных кварталов города, против христианских жителей, в основном проживавших в северных пригородах Джудайде и Салибе. Беспорядки начались вечером 17 октября 1850 года и закончились через два дня, 19 октября 1850 года. В результате бунта был ранен Игнатий Пётр VII, патриарх Сирийской католической церкви, а значительное число христиан эммигрировали из Алеппо, что привело к переезду резиденции сиро-католического патриарха из Алеппо в Мардин.

## Ход событий
Бунт обычно характеризуется как кульминация напряжённости между различными группами, исторически населявшими Алеппо, в первую очередь между мусульманской и христианскими общинами. Произошедшие беспорядки были вызваны масштабными реформами, проведёнными правительством Османской империи в XIX веке для модернизации, также известной как Танзимат и вовлечением османской экономики в мировую капиталистическую систему. В середине XIX века проведённые реформы привели к резкому росту благосостояния христианских торгово-промышленных кругов Сирии. Налаживание экономических связей с Европой привели к разорению традиционных мусульманских ремесленников и торговцев, не выдерживавших конкуренции. В 1839 году османское правительство также отменило все правовые ограничения христианского населения (в том числе запрет на строительство церквей), что привело к ещё большему росту напряжённости между исламским и христианским населением. По мере роста торговли с Европой христианские и еврейские торговцы процветали, в то время как мусульмане сталкивались с растущими экономическими трудностями. Мусульмане также пытались остановить строительство новых церквей, но без особого успеха.
Незадолго до начала мятежа в город торжественно вступил патриарх Мелькитской грекокатолической церкви Максим III Мазлум. Торжественная процессия с иконами и хоругвями под колокольный звон и ружейные выстрелы, привела к распространению слухов в мусульманской среде о том, что христиане активно вооружаются.
Вечером 17 октября 1850 года, жители Алеппо, протестуя против слухов о введении обязательной воинской повинности, прошли маршем ко дворцу Мустафы Зарифа-паши, губернатора Алеппо. Губернатор отказался выслушать их требования и протестующие двинулись в преимущественно христианские кварталы Джудейда и Салиба. Здесь начались грабежи церквей и частных домов. Мятежники нападали на христиан и убили около 20 человек. Во время нападений многим христианам удалось найти убежище в караван-сараях на базарах или укрыться у своих соседей-мусульман. Беспорядки продолжались и весь день 18 октября.
В результате смены губернатора Алеппо 5 ноября в городе продолжились вооружённые столкновения уже между мусульманскими группами. Благодаря вмешательству государственных сил, использовавших артиллерию, закупленную в Великобритании для обстрела города, возобновившиеся бои прекратились к 8 ноября. Попытки вернуть украденное имущество и выдвижение судебных обвинений против участников беспорядков вызвали дальнейшие разногласия между мусульманскими и христианскими жителями. По мнению историков, эта резня имеет особое значение для истории Алеппо, поскольку это был фактически первый массовый мусульманско-христианский конфликт. В ходе беспорядков погибло около 5000 человек, 1500 покинули город и 250 были арестованы.